# WTA Challenger de Belgrado
O WTA Challenger de Belgrado – ou Belgrade Ladies Open, atualmente – foi um torneio de tênis profissional feminino, de nível WTA 125.
Realizado em Belgrado, capital da Sérvia, estreou em 2021 e durou apenas uma edição, não voltando para a temporada seguinte. Os jogos eram disputados em quadras de saibro durante o mês de julho.

## Finais

### Simples
| Ano  | Campeã                    | Vice-campeã | Resultado |
| ---- | ------------------------- | ----------- | --------- |
| 2021 | Anna Karolína Schmiedlová | Arantxa Rus | 6–3, 6–3  |

### Duplas
| Ano  | Campeãs                          | Vice-campeãs                   | Resultado |
| ---- | -------------------------------- | ------------------------------ | --------- |
| 2021 | Olga Govortsova Lidziya Marozava | Alena Fomina Ekaterina Yashina | 6–2, 6–2  |